# Secretary Island

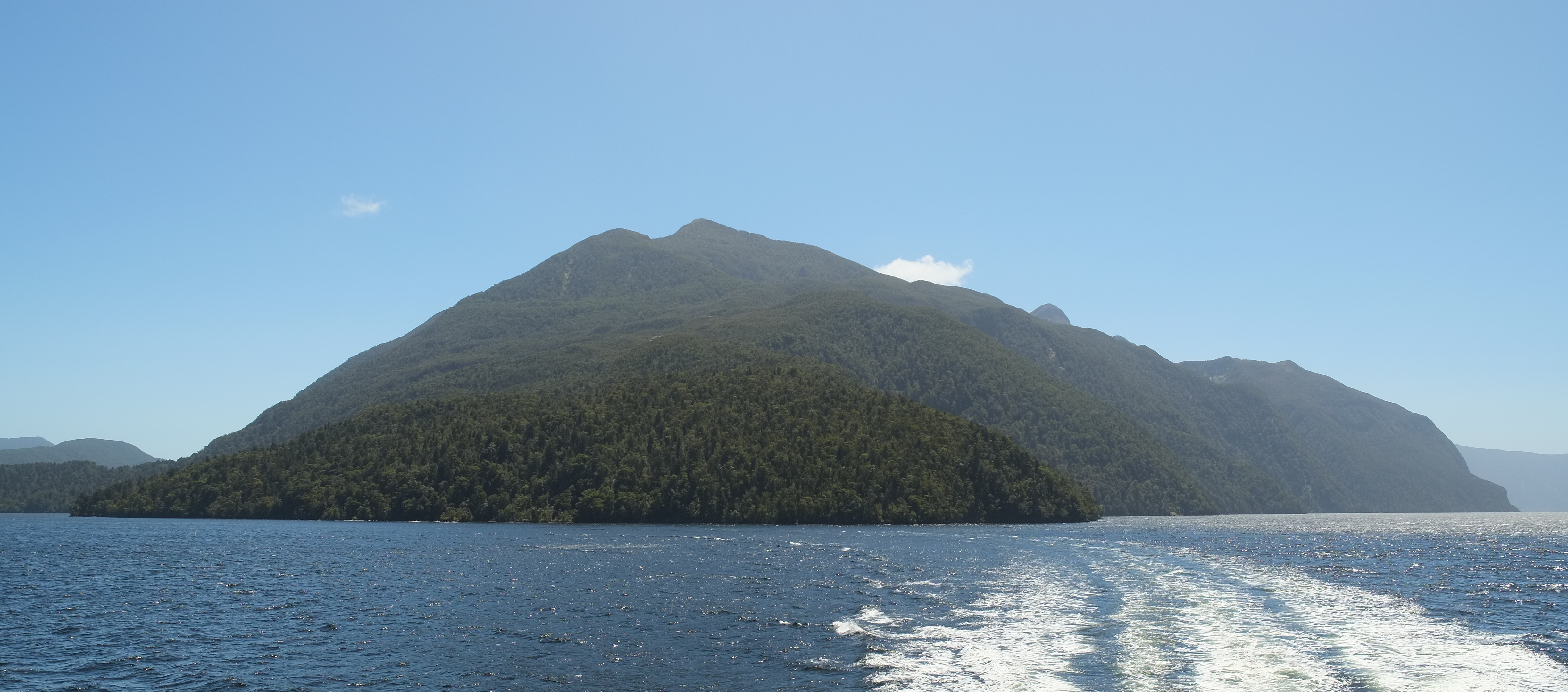
Secretary Island.

Secretary Island är en ö i den nyzeeländska regionen Fiordland. Öns högsta berg är Mount Grono, som uppkallats efter den framgångsrike säljägaren John Grono. Dokument visar att han ägnat stora delar av sitt liv till att utforska ön.